# Svatbín
Osada Svatbín (německy Swatbin) je část města Kostelec nad Černými lesy v okrese Praha-východ (od 1. ledna 2007, do roku 2006 v okrese Kolín), ve Středočeském kraji. V místě působí osadní výbor. Jihozápadně od vsi pramení Jalový potok, který je pravostranným přítokem říčky Šembery.

## Historie
První zmínky o osadě Svatbín pocházejí ze 14. století, v písemných pramenech se poprvé připomíná v roce 1415. Během třicetileté války v 17. století byla téměř vysídlena a zničena, stejně jako další okolní osady – z 11 stavení bylo obýváno pouze jedno, ale postupně byla obec opět obnovena. Podle Berní ruly byl v obci jeden sedlák a dva chalupníci (všichni měli po jedné krávě), opuštěných stavení bylo devět (6 selských a 3 chalupnická).
Od samého počátku byla součástí černokosteleckého panství. Na území Kolínska se jedná o vzácnou ukázku obce, která ve středověku nevyrostla přirozeným způsobem, ale byla uměle vysazena v podhradí někdejšího královského hradu. Tuto skutečnost dokazuje pravidelně vyměřená náves kruhového tvaru, která je typickým znakem lokačních vsí vrcholného středověku. Na návsi se dochovalo několik domů z 19. století, dokládajících původní ráz zdejší venkovské zástavby.
Do roku 1924 se obec jmenovala Svrabov (do současnosti si název Svrabov zachovala obec v okrese Tábor).

## Památky
- Kaple – zděná kruhová kaple z poloviny 19. století, zakončená zvoničkou s kuželovitou střechou, postavená ve stylu lidového baroka. Kaple stojí uprostřed kruhové návsi.
- Kříž – kamenný kříž z roku 1865 v sousedství kaple.
- Socha sv. Donáta – barokní pískovcová socha z roku 1764 od neznámého autora (stávala za vsí), kterou nechala postavit Marie Terezie Savojská; 31. května 1985 byla přenesena do skanzenu v Kouřimi.
- Pomník padlým[4]

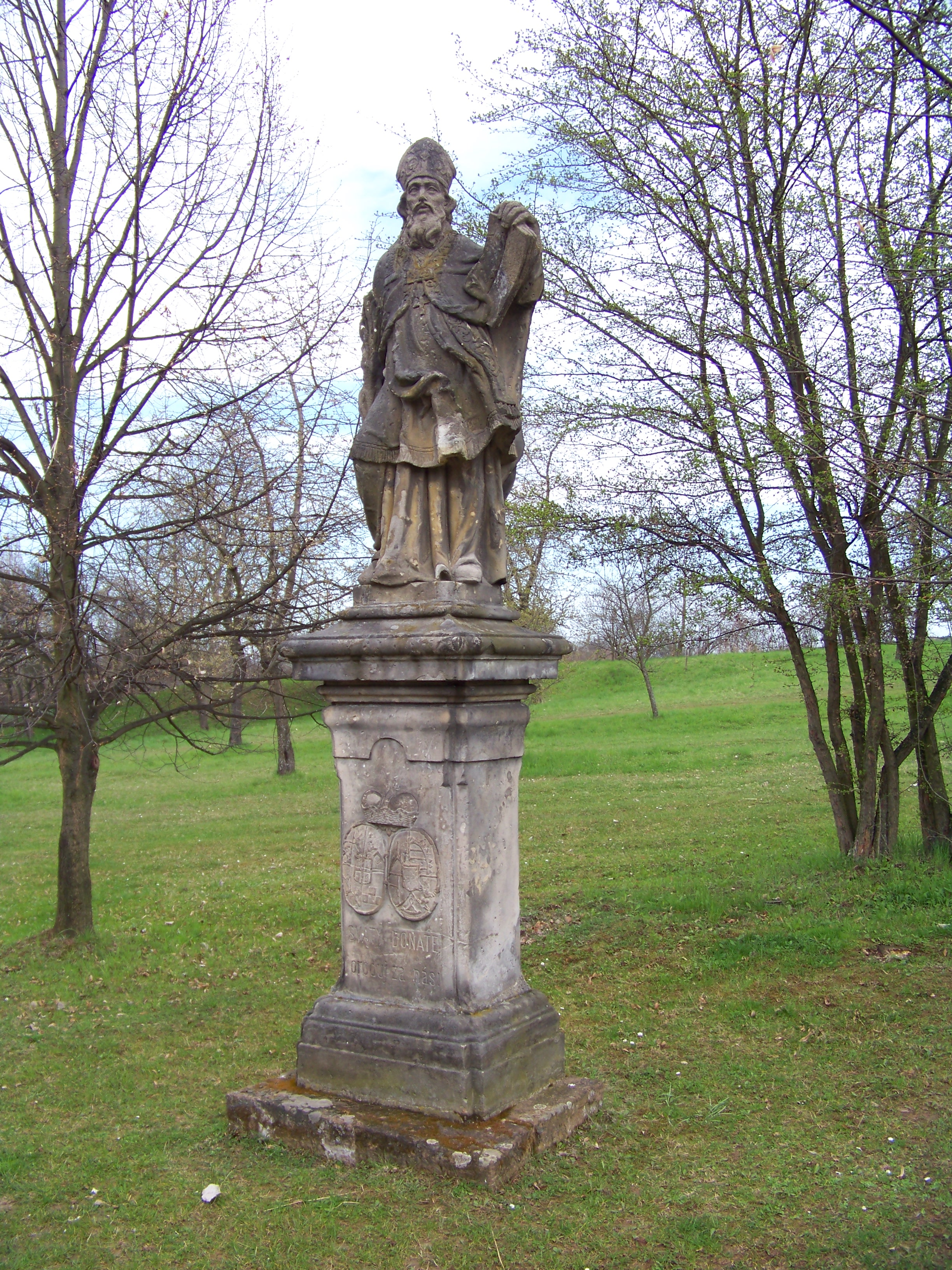
Původně svrabovská socha sv. Donáta v Kouřimi
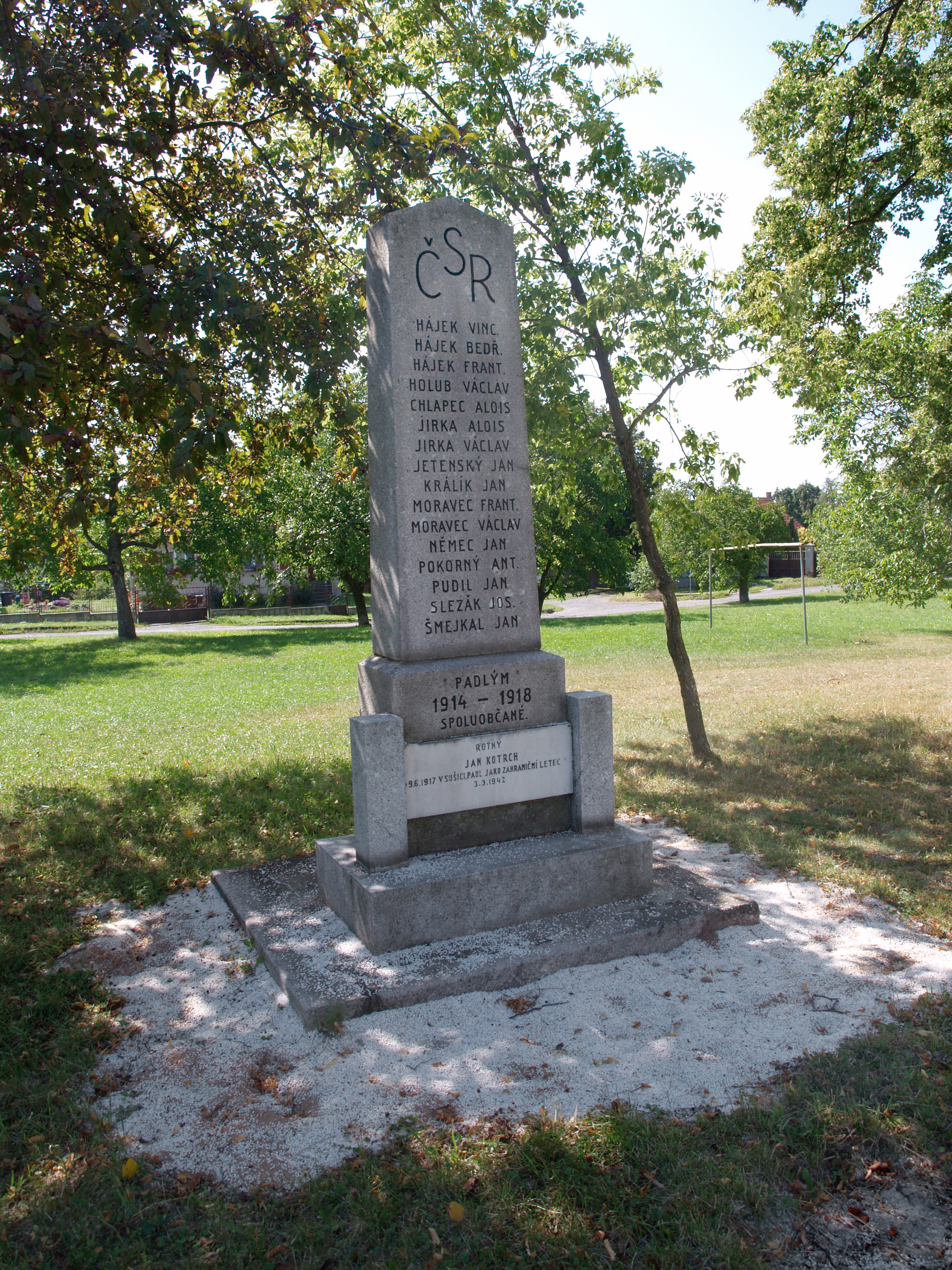
Pomník padlým na návsi